# Une fille à papa
Pour plus de détails, voir Fiche technique et Distribution.
Une fille à papa est un film français réalisé par René Guissart, sorti en 1936.

## Synopsis
Une orpheline, Colette de La Bretière, sollicite le concierge de l'hôtel, Victor, pour l'accompagner aux sports d'hiver en se présentant comme son père. Plus vrai que nature, le faux père protège sa fille d'un séducteur suspect et la pousse dans les bras d'Henri Guiraut, un jeune homme qu'il estime sérieux. La réalité est tout autre.

## Fiche technique
- Titre : Une fille à papa
- Réalisation : René Guissart
- Scénario : René Pujol
- Décors : René Renoux et Henri Ménessier
- Photographie : Enzo Riccioni et René Colas
- Musique : Armand Bernard
- Production : Florès Films
- Pays d'origine :  France
- Format : Noir et blanc - 1,37:1 - 35 mm - Son monophonique
- Genre :
- Durée : 85 minutes
- Date de sortie : France, 15 avril 1936

## Distribution
- Josette Day : Colette de La Bretière
- Lucien Baroux : Victor Dupuissol alias Sylvain de La Bretière
- Jean Servais : Henri Guiraut
- Betty Daussmond : Comtesse Augustine de Lurand
- René Lestelly : Jérôme de Bellacosta
- Michel André : le lieutenant-aviateur
- Simone Texier : Arlette, une bonne
- René Génin : le barman
- Georges Rollin : le portier
- Lucette Desmoulins : Titine
- Jacques Luce : le groom
- Michèle Morgan : une voyageuse